# براندون ديوايلد
براندون ديوايلد (بالإنجليزية: Brandon deWilde) مواليد 9 أبريل 1942 في بروكلين، نيويورك، الولايات المتحدة - الوفاة 6 يوليو 1972 في دنفر، الولايات المتحدة، هو ممثل أمريكي بدأ مسيرته الفنية سنة 1950.

## الأعمال
- شين (1953)
- ذا فيرجينيان (1962)
- هاد (1963)
- هاواي فايف أو (1969)
- الحب (1969) (بدور: جيمي ديفلين)
- أيرون سايد (1971)

## الجوائز
| السنة | المنظمة          | النتيجة | الفئة               |
| ----- | ---------------- | ------- | ------------------- |
| 1950  | جائزة دونالدسون  | فوز     | أفضل ظهور أول لممثل |
| 1953  | جائزة الأوسكار   | رُشِّح     | أفضل ممثل مساعد     |
| 1954  | جائزة غولدن غلوب | فوز     |                     |

## روابط خارجية
- براندون ديوايلد على موقع IMDb (الإنجليزية)
- براندون ديوايلد على موقع الموسوعة البريطانية (الإنجليزية)
- براندون ديوايلد على موقع ألو سيني (الفرنسية)
- براندون ديوايلد على موقع ميوزك برينز (الإنجليزية)
- براندون ديوايلد على موقع تيرنر كلاسيك موفيز (الإنجليزية)
- براندون ديوايلد على موقع أول موفي (الإنجليزية)
- براندون ديوايلد على موقع قاعدة بيانات برودواي على الإنترنت (الإنجليزية)
- براندون ديوايلد على موقع قاعدة بيانات الأفلام السويدية (السويدية)
- براندون ديوايلد على موقع إن إن دي بي (الإنجليزية)
- براندون ديوايلد على موقع ديسكوغز (الإنجليزية)